# 和気朗
和気 朗（わけ あきら、1927年 - ）は日本の医学者で、細菌学、免疫学を専門とする。
また、医学・生物学関係の著作があり、翻訳も行う。F.M.バーネットの自伝の翻訳者として知られる。

## 経歴
- 1927年、栃木県宇都宮市で誕生。
- 1952年、東京大学医学部医学科卒業。
- 国立予防衛生研究所に勤務し、後に名誉所員となる。
- 1994年当時は、日本大学農獣医学部教授[2]。

## 著作

### 原作
- Host-parasite relationships and the Yersinia model / Akira Wake, Herbert R. Morgan ; : us, : gw. -- Springer-Verlag, 1986. -- (Springer series in molecular biology)
- 医学研究者の世界 / 和気朗著. -- 勁草書房, 1974. -- (勁草-医療・福祉シリーズ ; 1 . 実践的医学概論 ; [正])
- 医学研究と人間 / 和気朗著. -- 勁草書房, 1982. -- (勁草-医療・福祉シリーズ ; 13 . 実践的医学概論 ; 続)
- 死をよぶ科学 : -BC兵器- / 和気朗著. -- 新日本出版社, 1969. -- (新日本新書 ; 90)
- 生物化学兵器 : 知られざる「死の科学」 / 和気朗著. -- 中央公論社, 1966. -- (中公新書 ; 98)
- ヒトと微生物のたたかい : 感染の物語 / 和気朗著. -- 東京図書, 1976

### 翻訳
- 絵でみる医学 : 臓器移植とガンへの挑戦 / S.バトラー,R.レイモンド著 ; 和気朗訳. -- 東京図書, 1976. -- (フロンティアサイエンス ; 2)
- 変わりゆくパターン : バーネット自伝 / バーネット著 ; 和気朗訳. -- 東京図書, 1978
- ダーウィニズムの基礎 / エム・イ・メリニコフ , ア・ア・シバーノフ , ヴェ・エム・コルスーンスカヤ[共著] ; 和気朗訳. -- 理論社, 1954. -- (生物学基礎教育体系 ; 4)
- ペストは今も生きている! / C.T.グレッグ著 ; 和気朗訳. -- 講談社, 1980

## 典拠
1. ↑  宇都宮ゆかりの著者（宇都宮市図書館）
2. ↑  日本医史学会・神奈川地方会だより・第6号<アクセスしようとしているサイトを見つけられません>[リンク切れ]